# Coelotes yahagiensis
Coelotes yahagiensis là một loài nhện trong họ Amaurobiidae.
Loài này thuộc chi Coelotes. Coelotes yahagiensis được miêu tả năm 2009 bởi Nishikawa.